# Obora (Lubin)
Obora (deutsch Oberau) ist eine Ortschaft der Landgemeinde Lubin in der Woiwodschaft Niederschlesien in Polen.

## Geographische Lage
Der Ort liegt in Niederschlesien,  fünf bis sechs Kilometer nordwestlich  der Stadt Lubin (Lüben).

## Geschichte

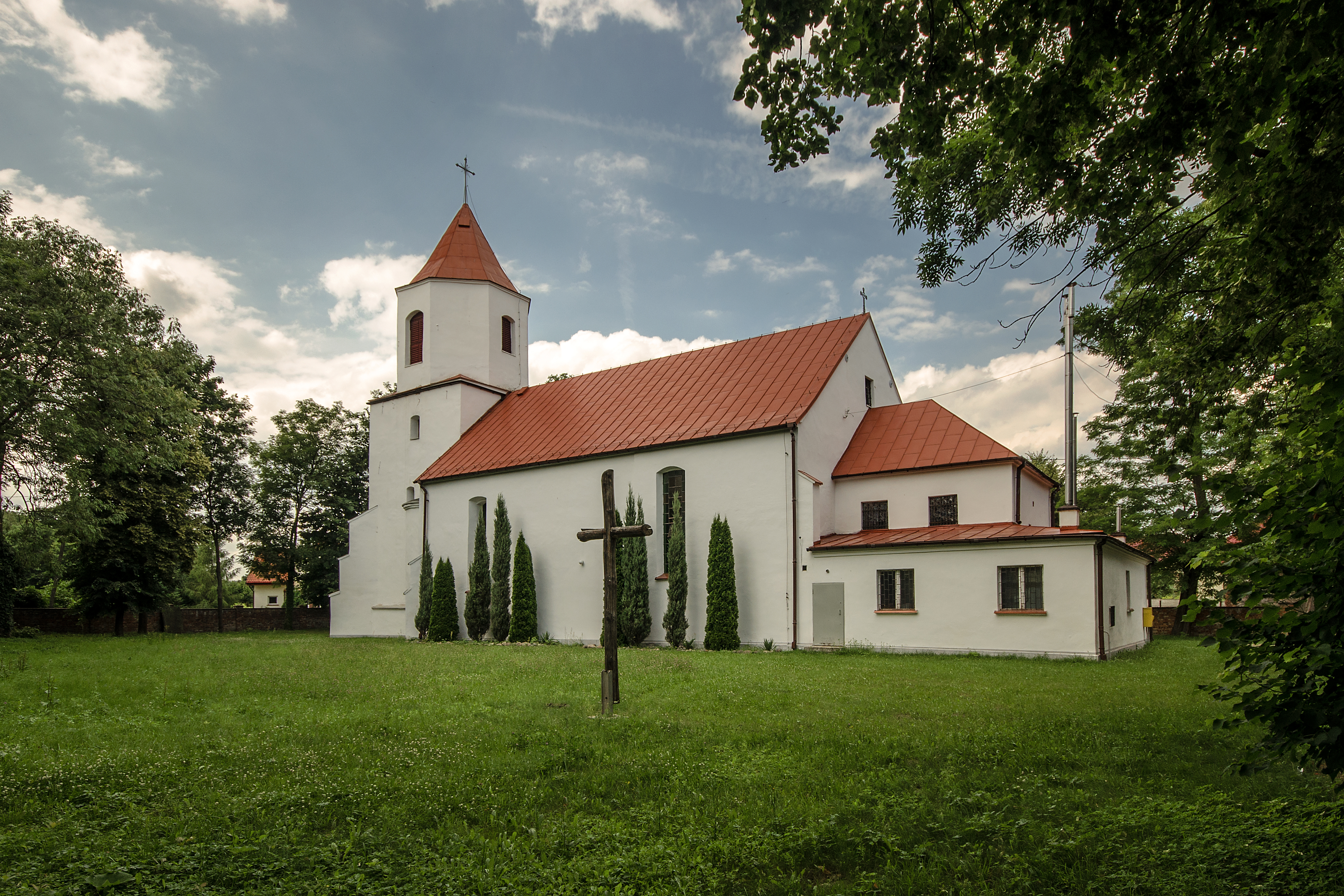
Dorfkirche (bis 1945 evangelisch).

Das Dorf Oberau gehörte bis 1945 zum Landkreis Lüben im Regierungsbezirk Liegnitz der preußischen Provinz Schlesien des Deutschen Reichs.
Nach Ende des Zweiten Weltkriegs wurde Oberau mit dem Lübener Kreisgebiet zusammen mit fast ganz Schlesien von der sowjetischen Besatzungsmacht unter polnische Verwaltung gestellt. Soweit die deutschen Dorfbewohner nicht vor Kriegsende geflohen waren oder nach Kriegsende in der Landwirtschaft  Zwangsarbeit verrichten mussten, wurden sie in der Folgezeit von der örtlichen polnischen Verwaltungsbehörde vertrieben.

### Bevölkerungsentwicklung
| Jahr | Einwohner | Anmerkungen |
| ---- | --------- | ----------- |
| 1933 | 675       | [ 1 ]       |
| 1939 | 600       | [ 1 ]       |

## Söhne und Töchter des Orts
- Georg von Bruchwitz (1517–1605), pommerscher Rat in Stettin
- Konrad Klose (1866–1924), deutscher evangelischer Pfarrer und schlesischer Lokalhistoriker